# Меламед, Мойше
Мо́йше Мела́мед (идиш משה מלמד‎‎; 25 декабря 1882, Унгены, Ясский уезд, Бессарабская губерния — 5 января 1954, Лос-Анджелес) — еврейский писатель, театральный критик, редактор и журналист. Писал на идише.

## Биография
Мойше Меламед родился в бессарабском местечке Унгены (теперь райцентр Унгенского района Молдавии) в 1882 году, в семье столяра Хайкеля Шлёмовича Меламеда. Получил традиционное еврейское образование в хедере, в двенадцать лет стал подмастерьем у столяра, самостоятельно освоил древнееврейский язык и азы русского языка. Под влиянием Шомера (псевдоним писателя Нохема-Меера Шайкевича) с 18-летнего возраста публиковал заметки и очерки в газете «Дер юд». С 1905 года — в Америке, где тотчас начал печатать рассказы, очерки, литературно-критические статьи в различных периодических изданиях страны и за рубежом (первая публикация —в лондонской газете «Идишер экспресс»).
Был одним из основателей анархистской еврейской земледельческой колонии в Клэрионе (штат Юта), в которой жил с 1912 года; открыл еврейскую школу, библиотеку и другие культурные учреждения. Первая группа поселенцев из Филадельфии прибыла в Клэрион 10 сентября 1911 года и занялась подготовкой 1500 акров земли для засева пшеницей, люцерной и овсом. Пустынная почва оказалась малопригодной для взращивания этих культур, но несмотря на это число поселенцев уже через год выросло до 156 человек. В 1916 году им пришлось покинуть поселение, вскоре превратившееся в город-призрак.
С 1917 года — в Филадельфии, был связан с еврейским театром, работал копировальщиком, занимался театральной критикой. Вскоре стал членом редколлегии, затем редактором и постоянным сотрудником газеты «Ди идише вэлт» (Еврейский мир), вёл в этой газете театральный отдел; регулярно публиковался в ежедневных нью-йоркских газетах «Форвертс» (Вперёд) и «Тог» (День), где опубликовал с продолжением несколько романов. В 1934 году он стал сооснователем другой земледельческой колонии в Рузвельте (штат Нью-Джерси), где жил до начала 1950-х годов.
Мойше Меламед — автор ряда книг, главные из которых «А рэгэ глик» (Мгновенье счастья, 1924) и «Вандервэг» (Дорога скитаний, 1944) — эпическое произведение на автобиографическом материале в трёх томах, первый из которых повествует о бессарабском местечке, в котором родился автор, второй — о жизни бессарабских иммигрантов в Новом Свете, и третий — об еврейской земледельческой колонии в США. Написал также несколько одноактных пьес — «Хавэ» (1907), «Бам фрэмдн файер» (1917) и другие.